# Phil Zajicek
Phil Zajicek, né le 20 mars 1979 à Eugene (Oregon), est un coureur cycliste américain. Professionnel de 2001 à 2010, il a été suspendu à vie par l'agence antidopage américaine en 2011.

## Biographie
Phil Zajicek pratique la course à pied dans son enfance, puis découvre le cyclisme à l'âge de 17 ans. Il est sélectionné en équipe nationale en catégorie junior.
En 2000, il est stagiaire dans l'équipe américaine Mercury, avec laquelle il participe au Tour de l'Avenir.
Phil Zajicek commence sa carrière professionnelle en 2001 chez Mercury. Cette équipe évolue alors en première division (GS1). Zajicek participe ainsi dès sa première année professionnelle à des courses importantes en Europe. Il prend part au Critérium du Dauphiné libéré aux côtés de Pavel Tonkov, deuxième du classement final, au Grand Prix du Midi libre à la Route du Sud, à la Bicyclette basque et pour la deuxième fois au Tour de l'Avenir.
Non sélectionnée pour le Tour de France 2001, Mercury perd son deuxième sponsor, Viatel, et doit se séparer de plusieurs de ses meilleurs coureurs. En 2002, l'équipe descend en troisième division. Elle court moins en Europe, et davantage aux États-Unis. Elle remporte cette année-là le classement par équipes du calendrier national de courses américain (NRC). Zajicek gagne sa première course sur ce calendrier : la première étape, courue contre la montre, du Fitchburg Longsjo Classic.
Mercury disparait à la fin de l'année 2002. Phil Zajicek court en 2003 pour l'équipe Saturn, qui est dissoute à son tour en fin de saison.
En 2004, il rejoint l'équipe Navigators Insurance, qui évolue en deuxième division puis obtient le statut d'équipe continentale professionnelle en 2005. Il gagne en 2004 le Tour du lac Qinghai, course par étapes chinoise alors réputée la plus haute du monde, et que domine l'équipe Navigators. Il est cependant contrôlé positif à la cathine à cette occasion, et déclassé au profit de Ryan Cox. Il n'est pas suspendu, mais reçoit un avertissement de l'Agence antidopage américaine (USADA) et décide de se retirer de la compétition pendant plusieurs mois. Durant cette année 2005, Zajicek est notamment cinquième du Tour de Grande-Bretagne. En fin de saison, il est sélectionné en équipe des États-Unis pour les championnats du monde. Il participe à la course en ligne, durant laquelle il abandonne.
Il reste dans l'équipe Navigators Insurance jusqu'à sa disparition à la fin de l'année 2007. Il remporte notamment la Vuelta de Bisbee et la Mount Hood Cycling Classic en 2006, ainsi que la Cascade Cycling Classic en 2007.
En 2008, il est recruté par l'équipe continentale américaine Health Net.
En 2009 et 2010, il court pour l'équipe continentale australienne Fly V Australia. En 2009, il est notamment vainqueur d'étape et troisième du classement général du Tour of the Gila, et vainqueur d'étape et deuxième du classement général de la Vuelta de Bisbee. L'année suivante, il remporte la Tucson Bicycle Classic et se classe troisième du Tour of the Gila et du Bob Cook Memorial-Mount Evans, et dixième du Tour de Californie. Il contribue à la victoire de Fly V au classement par équipes du NRC.
En juin 2011, Phil Zajicek est suspendu à vie par l'agence américaine antidopage (USADA). Tous ses résultats depuis le 24 avril 2007 sont annulés.
En mars 2016, il est victime d'un accident alors qu'il s'entraînait avec d'autres cyclistes à Boulder, dans le Mont Flagstaff. Percuté par un camion dans une descente, il perd son bras droit qui a heurté une composante métallique du véhicule. Amené à l'hôpital, les médecins estiment que ses jours ne sont pas en danger. Il est placé dans un coma artificiel jusqu'au 22 avril.

## Palmarès
- 1997
  -  Champion des États-Unis du critérium juniors
  - 2e du championnat des États-Unis sur route Juniors
  - 3e du Tour de l'Abitibi
- 1999
  - Champion d'Arizona sur route
- 2000
  - 3e de la Tucson Bicycle Classic
- 2001
  - Mount Graham
  - 2e de l'Another Dam Race
- 2002
  - 1re étape de la Fitchburg Longsjo Classic (contre-la-montre)
- 2003
  - El Tour de Tucson
  - 3e de la Nevada City Classic
- 2006
  - Tour de Bisbee :
    - Classement général
    - Prologue et 2e étape (contre-la-montre)

  - Mount Hood Cycling Classic
    - 2e du classement général
    - 3e étape

  - 3e de la Fitchburg Longsjo Classic
- 2007
  - 2e de la San Dimas Stage Race
  - 2e de la Redlands Bicycle Classic

## Classements mondiaux
| Année            | 2005 | 2006 | 2007 | 2008 | 2009 | 2010 |
| ---------------- | ---- | ---- | ---- | ---- | ---- | ---- |
| UCI America Tour |      | 327e |      |      | 310e | 187e |
| UCI Europe Tour  | 593e |      |      |      |      |      |
| UCI Oceania Tour |      |      | 17e  |      |      | 57e  |